# 美しき人間の日々
「美しき人間の日々」（うつくしきにんげんのひび）は、サンボマスターが2004年4月7日にリリースした1枚目のシングル。

## 収録曲
全曲　作詞・作曲：山口隆
1. 美しき人間の日々
『スペースシャワーTV』 2004年度4月期 POWER PUSH!
2. 熱中時代
3. だんだん
4. そのぬくもりに用がある（スタジオライブバージョン）

| スタブアイコン | サブスタブ | この項目は、まだ閲覧者の調べものの参照としては役立たない、シングルに関連した書きかけの項目です。この項目を加筆・訂正などしてくださる協力者を求めています（P:音楽/PJ:楽曲）。 |